# Giovanni Bettinelli
Pour les articles homonymes, voir Bettinelli.
Giovanni Bettinelli (né le 5 mars 1935 à Cavarzere et mort le 5 juillet 2000 à Cusano Mutri) est un coureur cycliste italien des années 1960. Il a remporté la Coppa Agostoni en 1961, sa seule victoire chez les professionnels.

## Palmarès sur route

### Palmarès amateur
- 1955
  - Rho-Macugnaga
- 1956
  - Rho-Macugnaga
- 1958
  - Gran Premio Somma
  - Targa d'Oro Città di Legnano

### Palmarès professionnel
- 1961
  - Coppa Agostoni
- 1963
  - 3e du Tour d'Émilie
  - 3e de Milan-Turin
- 1964
  - 2e du Tour du Tessin

### Résultats sur les grands tours

#### Tour de France
1 participation
- 1962 : 88e

#### Tour d'Italie
4 participations
- 1960 : 77e
- 1961 : 87e
- 1962 : 36e
- 1963 : abandon

## Palmarès en cyclo-cross
- 1966-1967
  - 7e du championnat du monde de cyclo-cross
- 1967-1968
  - 2e du championnat d'Italie de cyclo-cross
- 1968-1969
  - 10e du championnat du monde de cyclo-cross